# Forêts de pins et de chênes de la Sierra Juarez et San Pedro Martir
Localisation
Les forêts de pins et de chênes de la Sierra Juárez et de San Pedro Mártir sont une écorégion, dans le biome des forêts de conifères tempérées, qui couvre les altitudes les plus élevées des chaînes de la Sierra Juárez et de la Sierra de San Pedro Mártir, des chaînes de la péninsule, dans le nord de la péninsule de Basse-Californie. Mexique, près de la frontière avec la Californie (États-Unis).

## Cadrage
L'écorégion couvre une superficie de 4 000 km2 (1 544 mi2). Il se situe à l'extrémité sud-est de la région climatique méditerranéenne qui couvre une grande partie de la Californie et le coin nord-ouest de la Basse-Californie, et le climat est tempéré avec des pluies hivernales.
Les forêts de pins et de chênes sont délimitées par l'étendue méridionale du chaparral et forêts claires de Californie à l'ouest, par le Désert de Basse-Californie au sud-ouest et par le désert de Sonora à l'est.

## Flore
Ces forêts sont principalement constituées de pins, de genévriers, de sapins et de chênes . Dix espèces de pins peuvent être trouvées dans les aires de répartition, y compris le pin mélèze (Pinus contorta subsp. Murrayana), le pin à sucre (Pinus lambertiana), le pin de Jeffrey (Pinus jefferyi) Parry Pinyon (Pinus quadrifolia), ainsi que le sapin blanc (Abies concolor subsp. lowiana) et le cèdre de Californie -fevCalocedrus decurrens). Les espèces de chêne comprennent le chêne côtier (Quercus agrifolia), le chêne Engelmann (Quercus engelmannii), le chêne vivant du canyon (Quercus chrysolepis), le chêne Baja (en) (Quercus peninsularis) et le chêne des îles (Quercus tomentella). Il existe également plusieurs brins isolés de trembles (Populus tremuloides) sur les altitudes plus élevées.
cyprès de Tecate (en) (Cupressus forbesii) et cyprès de San Pedro Martir (Cupressus arizonica subsp. Montana) se trouvent dans des bosquets dispersés à travers la gamme. Les forêts de pins et de chênes de la Sierra Juárez et de San Pedro Mártir se situent près de la limite sud de l'aire de répartition du palmier jupon de Californie (Washingtonia filifera). Les parties supérieures de ces chaînes péninsulaires abritent de nombreuses espèces rares et endémiques .